# Tim Aymar
Timothy L. Aymar, noto semplicemente come Tim Aymar (Pittsburgh, 4 settembre 1963 – 15 febbraio 2023) è stato un cantante e musicista statunitense, famoso per il suo lavoro con i Control Denied e i Pharaoh, oltre ad aver fatto parte di numerose band heavy metal nel corso degli anni.
Durante la sua lunga carriera Tim svolse anche l'occupazione di insegnante di canto e di produttore discografico.

## Biografia
Tim nacque a Pittsburgh, in Pennsylvania. Durante l'infanzia si interessò notevolmente all'arte, alla scienza, alla natura, alla meccanica e soprattutto alla musica, elementi questi che si sentiranno molto nelle future pubblicazioni del cantante. Aymar iniziò a cantare dall'età di 8 anni, interessandosi di musica classica, contemporanea, jazz e pop. Più avanti, divenuto adolescente, si avvicina al rock e successivamente all'heavy metal.
Insieme al suo amico Dallas Perkins, all'età di 15 anni Tim si unì al suo primo gruppo, gli Aladdinsane, di cui diviene presto leader. Dopo qualche concerto amatoriale, la band cambia nome in Overlord e inizia a esibirsi in tutta la Pennsylvania.
Trasferitosi all'età di 18 anni ad Orlando, in Florida, entrò a far parte prima degli Axis, una cover band rock, quindi, nel 1983, degli Act of God. A causa di vari incidenti motociclistici, Tim fu costretto a tornare a Pittsburgh all'età di 21 anni per farsi curare. Il cantante si riunì così agli Overlord per un breve arco di tempo.
Con il bassista Dave Kendrick, Tim fondò un nuovo gruppo, i 313, con i quali iniziò a ottenere una buona fama. Lasciato anche questo gruppo, Aymar fu ingaggiato dai Dr. No. Qualche anno dopo lasciò anche questa band per unirsi ai Triple-X, con i quali registrò un solo demo ma si tenne molto attivo dal vivo.
Ancora a caccia di successo, Tim si unì ai Psycho Scream, con i quali diede alle stampe un EP intitolato Virtual Insanity e apparve nella compilation Up from the Underground. Qualche anno dopo il cantante fu ingaggiato da Chuck Schuldiner per il suo nuovo gruppo, i Control Denied, con cui pubblicò nel 1999 l'album The Fragile Art of Existence. 
In seguito alla morte di Schuldiner, i Control Denied si sciolsero nel 2001 e Tim ritornò momentaneamente nei Psycho Scream, per poi unirsi ai Pharaoh, con i quali pubblicò subito un album. Entrato nel 2002 nei Vicious Cycle, pubblicò con questo gruppo il demo Burrn. Nel 2004 Tim decise di entrare permanentemente nei Pharaoh, con i quali pubblicherà tutti gli album della band sino al 2021. Si mantenne comunque attivo anche con altri progetti: dal 2013 al 2015 fa parte dei Xthirt13n, con cui pubblica l'album A Taste of the Light, e nel 2018 entrò a far parte degli Angband, con i quali pubblicò l'album IV nel 2020. Viene inoltre ingaggiato dagli Helios, con i quali pubblica un demo nel 2020 e l'album Touch the Sun nel 2022. Tra le tante collaborazioni per le quali viene contattato da diverse band heavy metal emergenti negli anni 2010, nel 2016 presta la sua voce nell'album The Redemption of Cain del progetto italiano Art X.
Il 15 febbraio 2023 venne annunciata dalla pagina ufficiale dei Death la morte del cantante, notizia poi confermata dagli altri componenti dei Pharaoh.